# Franck-Yves Bambock
Franck-Yves Bambock (Douala, 1995. április 7. –) kameruni születésű francia utánpótlás-válogatott labdarúgó, a ciprusi AÉ Lemeszú középpályása.

## Pályafutása

### Klubcsapatokban
Bambock a francia Paris Saint-Germain akadémiáján nevelkedett; a klub U19-es csapatával szerepelt a 2013–2014-es UEFA Ifjúsági Ligában. A PSG első csapatában nem, viszont a klub második számú csapatában pályára lépett a francia amatőrligában. 2015 nyarán a spanyol másodosztályú SD Huesca csapatához szerződött; 2015 és 2017 között negyvenhét bajnoki mérkőzésen lépett pályára. A 2017-es év második felében a holland élvonalbeli Sparta Rotterdam labdarúgója volt; a rotterdami csapatban egyetlen élvonalbeli mérkőzésen szerepelt, 2017. augusztus 20-án a PEC Zwolle csapata ellen lépett pályára. 2018-ban visszatért Spanyolországba, ahol az első fél évében a Córdoba CF második számú csapatában játszott a harmadosztályban, majd felkerült a másodosztályban szereplő csapathoz, ahol hét bajnoki mérkőzésen egyszer talált a kapuba. 2019-ben fél évig az izraeli Makkabi Petah Tikva játékosa volt, majd 2019 nyarán szerződtette őt a portugál élvonalbeli CS Marítimo csapata; a klubban ötvenhárom élvonalbeli mérkőzésen két gólt szerzett, a Braga és a Porto csapatainak talált be egy-egy alkalommal. 2021 és 2023 között hatvan bajnoki mérkőzésen egy gólt szerzett (a Nîmes Olympique csapata ellen) a francia másodosztályú Grenoble csapatában. 2023 júniusában szerződtette őt a magyar élvonalbeli Fehérvár FC csapata. 2024 januárjában a szezon hátralevő részére a görög élvonalbeli Panaitolikósz vette kölcsön. 2024 szeptemberében a ciprusi AÉ Lemeszú szerződtette.

### A válogatottban
Többszörös francia utánpótlás-válogatott, tagja volt a 2012-es U17-es labdarúgó-Európa-bajnokságon szerepelt francia csapatnak.